# دانشگاه بپتیست هیوستون
دانشگاه بپتیست هیوستون (به انگلیسی: Houston Baptist University) نام یک دانشگاه خصوصی در شهر هیوستون در تگزاس است.
هوستون بپتیست هاسکیز نام تیمهای ورزشی این دانشگاه است.